# Ferdynand de la Cerda

Herb młodszego syna Ferdynanda - połączenie herbów Kastylii, Leónu i Francji

Don Ferdynand de la Cerda (ur. 23 października 1255 w Valladolid, zm. 25 lipca 1275 w Ciudad Real) – infant i następca tronu Kastylii. 

## Życiorys
Najstarszy syn króla Alfonsa X Mądrego i królowej Jolanty Aragońskiej, córki Jakuba I Zdobywcy. 
Jego przydomek: de la Cerda oznacza po hiszpańsku: Szczeciniasty i odnosi się narodzin Ferdynanda (urodził się z piersią pokrytą włosami). Jako młodzieniec walczył u boku swojego ojca, np. z Arabami w Andaluzji i Murcji. Jego ambitnemu ojcu nie udało się jednak wyprzeć Arabów z Półwyspu Iberyjskiego, opanować Nawarry czy Portugalii, a mimo wyboru przez część książąt Świętego Cesarstwa Rzymskiego na króla rzymskiego, nie udało mu się nigdy faktycznie zostać cesarzem.
30 listopada 1268 lub 1269 Ferdynand poślubił Blankę, księżniczkę francuską, córkę króla Ludwika IX Świętego i Małgorzaty Prowansalskiej. Para miała dwóch synów (infantes de la Cerda):
- Alfonsa el Desheredado (1270–1324), męża Mahaut (Matyldy), córki Jana I de Brienne, hrabiego Eu. Alfons i Mahaut mieli czterech synów i trzy córki.
- Ferdynanda (1275–1322), męża Juany (Joanny) Núñez de Lara (nazywanej la Palomilla), pani Lara i Herrera, córki Juana (Jana) Núñez de Lara (nazywanego el Mayor) i Teresy Álvarez de Azagra. Ferdynand i Juana mieli syna i trzy córki (m.in. Blankę Núñez de Lara de la Cerda – matkę królowej Kastylii Joanny Manuel).

Ferdynand nie objął tronu Kastylii, ponieważ zmarł przed swoim ojcem w 1275, w Ciudad Real. Jego dwaj synowie również nie objęli tronu swojego dziadka, ponieważ ich wuj, drugi syn Alfonsa X – Sancho Odważny wykorzystał rosnącą niechęć do polityki Alfonsa i zmusił go do uznania siebie za następcę tronu.